# Mineralogia ottica

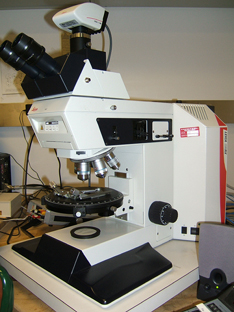
Un microscopio petrografico che è un microscopio ottico dotato di lenti polarizzate, una lente conoscopica e dei compensatori (lamine di materiale anisotropico: generalmente lamine di gesso e prismi di quarzo) usato per l'analisi cristallografica.

La mineralogia ottica è lo studio dei minerali e delle rocce attraverso la misura delle loro proprietà ottiche. In questo ambito per lo più le rocce e i minerali sono preparati in sezioni sottili o in granuli per lo studio in laboratorio con un microscopio petrografico. La mineralogia ottica è utilizzata per identificare la composizione mineralogica di materiale geologico che può aiutare a svelare la sua origine ed evoluzione.
Tra le tecniche e le proprietà utilizzate vi sono:
- indice di rifrazione
- birifrangenza
- tavola di Michel-Lévy
- pleocroismo
- angolo di estinzione
- schema di interferenza conoscopico (figura di interferenza)
- metodo della linea di Becke
- rilievo ottico
- segno dell'allungamento ottico (allungamento positivo contro allungamento negativo)
- lamina quarto d'onda

## Storia
William Nicol, il cui nome è associato all'invenzione del prisma di Nicol, probabilmente è stato il primo a preparare sezioni sottili di sostanze minerali ed il suo metodo venne applicato da Henry Thronton Maire Witham (1831) allo studio della pietrificazione delle piante. Questo metodo, così importante in petrologia, non venne utilizzato subito per lo studio sistematico delle rocce, solo nel 1858 Henry Clifton Sorby ne fece notare l'importanza. Nel frattempo lo studio ottico delle sezioni di cristalli venne perfezionato da David Brewster e da altri fisici e mineralogisti e quindi non rimaneva che applicarlo ai minerali visibili in sezione.

## Sezioni
Una sezione sottile di roccia dovrebbe essere spessa circa 30 µm ed è abbastanza semplice da ottenere. Si prepara una scheggia sottile di circa 1 cm fresca e senza fratture evidenti. Levigandola su un piatto d'acciaio o di ghisa ricoperta di carburo di silicio se ne appiattisce un lato e la si pone su un vetrino e poi la si leviga con lo smeriglio più fine possibile fino ad eliminare ogni rilievo e cavità per ottenere un piano uniforme. Il frammento di roccia viene poi lavato e posto su una lamina di rame od acciaio scaldata su una lampada a gas o a spirito. Sulla lamina viene scaldata anche una microscopica lamina di vetro con una goccia di balsamo del Canada. Gli ingredienti più volatili del balsamo vengono allontanati dal calore dopodiché il pezzo di roccia levigato e caldo è posto fermamente a contatto con il vetrino in modo che il film di balsamo sia il più sottile possibile e senza bolle d'aria. In seguito si lascia raffreddare il preparato ed il frammento di roccia viene nuovamente levigato prima col carburo di silicio e poi, quando è diventato trasparente, con lo smeriglio fine fino ad ottenere lo spessore desiderato. Viene poi pulito, riscaldato con un po' di balsamo e coperto con un vetrino coprioggetti. La levigatura può essere evitata tagliando una fetta sottile con un disco metallico coperto di polvere di diamante. Una seconda applicazione della mola diamantata dopo che la prima faccia è stata levigata e cementata al vetrino permette ad un esecutore esperto di avere una sezione di roccia così sottile da essere trasparente. In questo modo la preparazione di una sezione può richiedere solamente venti minuti.

## Microscopio

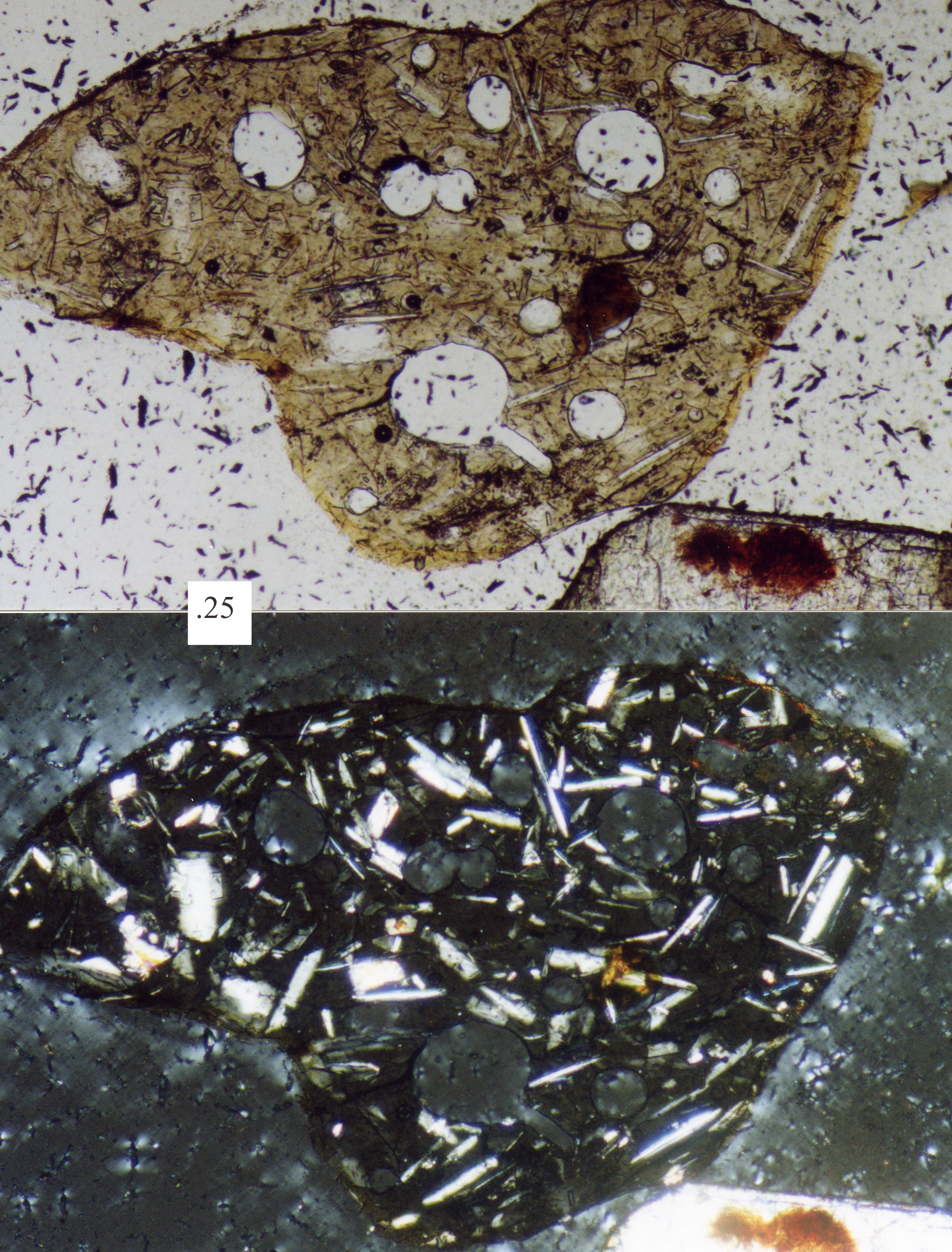
Fotomicrografia di un frammento litico vulcanico (granulo di sabbia): la figura in alto è in luce polarizzata piana, quella sottostante è in luce polarizzata incrociata, il quadrato di scala a centro-sinistra è di 0,25 mm.

Il microscopio utilizzato solitamente è dotato di un piatto rotante dove è situato il polarizzatore mentre sopra l'obiettivo o l'oculare è montato l'analizzatore; in alternativa il piatto può essere fisso e i prismi polarizzatori ed analizzatore possono ruotare simultaneamente tramite una ruota dentata ed in alberino di connessione. Se occorre la luce normale e non polarizzata, entrambi i prismi possono essere allontanati dall'asse dello strumento; se viene inserito solo il polarizzatore la luce trasmessa è polarizzata linearmente; quando entrambi i prismi sono inseriti, il campione è visto in luce polarizzata circolarmente, configurazione detta "a nicol incrociati". Una sezione di roccia microscopica in luce ordinaria, se è disponibile un ingrandimento sufficiente (almeno 30 volte), si vede che è composta di grani o cristalli di vari colori, dimensioni e forme.

## Caratteristiche dei minerali
Alcuni minerali sono incolori e trasparenti (quarzo, calcite, feldspato, muscovite, ecc.), altri sono gialli o bruni (rutilo, tormalina, biotite), verdi (diopside, orneblenda, clorite), blu (glaucofane), rosa (granato), ecc. Lo stesso minerale può presentarsi con vari colori nelle stesse rocce o differenti e questi colori possono essere disposti in zone parallele alle superfici dei cristalli. La tormalina può essere bruna, gialla, rosa, blu, verde, violetta, grigia o incolore ma ogni minerale ha uno o più colori caratteristici o più comuni. La forma dei cristalli determina in generale il contorno delle sezioni che appaiono nei campioni. Se il minerale presenta una buona sfaldatura questa può apparire sotto forma di sistemi di fratture. L'indice di rifrazione viene mostrato chiaramente nelle sezioni sottili dove i minerali con un indice di rifrazione maggiore che quello del mezzo su cui sono montati appaiono con i bordi ben definiti. Alcuni minerali si decompongono rapidamente e diventano torbidi e semitrasparenti (per esempio il feldspato); altri minerali si mantengono sempre perfettamente freschi e trasparenti (per esempio il quarzo), altri producono caratteristici effetti secondari (come la clorite verde sulla biotite). Le inclusioni presenti nei cristalli (sia solide che fluide) sono di grande interesse; un minerale può includerne un altro o può presentare spazi occupati da vetro, fluidi o gas.

## Microstruttura
La struttura della roccia, cioè la relazione tra le sue varie componenti, di solito  appare chiaramente con l'analisi ottica, sia essa frammentata o compatta; la presenza di materia vetrosa in contrapposizione ad una totalmente cristallina o "olo-cristallina"; la natura e l'origine dei frammenti organici; zonazione, foliazione o laminazione; la struttura pomicea o porosa di molte lave; queste e molte altre caratteristiche, anche se spesso non sono visibili ad occhio nudo, sono rese evidenti dall'esame di una sezione microscopica. Possono essere introdotti molti metodi raffinati di osservazione, come ad esempio la misura della dimensione degli elementi della roccia con l'aiuto di micrometri; le proporzioni relative mediante una lastra di vetro suddivisa in piccoli quadrati; gli angoli tra le sfaldature o facce viste in sezione per l'uso del piatto rotante graduato, e la stima dell'indice di rifrazione del minerale comparandolo con quelli dei mezzi di montaggio differenti.

## Pleocroismo
Ulteriori informazioni si possono ottenere inserendo il polarizzatore e ruotando la sezione. La luce in questo modo vibra su un solo piano e, attraversando cristalli che presentano doppia rifrazione viene scomposta generalmente in raggi che vibrano su piani ortogonali tra loro. In molti minerali colorati come la biotite, l'orneblenda, la tormalina e la clorite questi due raggi hanno colori differente e quando la sezione contenente questi minerali viene ruotata, il cambiamento di colore è spesso molto evidente. Questa proprietà, conosciuta come pleocroismo è di grande aiuto nella determinazione dei costituenti di una roccia.
Il pleocroismo spesso è particolarmente intenso in piccole aree che circondano le piccole inclusioni di altri minerali come lo zircone e l'epidoto, questo effetto è conosciuto come "alone pleocroico".

## Doppia rifrazione
Se l'analizzatore viene inserito in modo tale che sia incrociato rispetto al polarizzatore, il campo di visione diventa scuro in assenza di minerali o quando la luce attraverso sostanze isotropiche come il vetro, i liquidi ed i cristalli cubici. Tutti gli altri corpi cristallini, presentando la doppia rifrazione, appariranno chiari in alcune posizioni di rotazione del piatto. La sola eccezione a questa regola è data da sezioni perpendicolari agli assi ottici dei cristalli birifrangenti; questi rimangono scuri o quasi durante l'intera rotazione e, come si vedrà più avanti, il loro esame è particolarmente importante.

### Estinzione
Le sezioni di minerali birifrangenti diventano scure in certe posizioni di rotazione del portacampione. Quando accade, si dice che si "estinguono". Annotando queste posizioni, è possibile misurare l'angolo tra questi e i piani di sfaldatura, le facce o le altre strutture che appaiono ruotando il campione. Questi angoli sono caratteristici del sistema cristallino al quale appartiene il minerale e spesso sono caratteristici della specie mineralogica (vedi cristallografia). Per facilitare la misura degli angoli di estinzione sono stati sviluppati vari tipi di oculare, alcuni sono dotati di una lamina stereoscopica di calcite, altri hanno due o quattro lamine di quarzo unite tra di loro; questi dispositivi solitamente permettono di avere risultati più precisi che quelli ottenuti osservando la posizione in cui la sezione di minerale diventa nera attraverso i nicol incrociati.
Le sezioni di minerali quando non sono estinte non sono solo luminose ma sono anche colorate ed i colori dipendono da alcuni fattori, il più importante è legato all'intensità della doppia rifrazione. Se tutte le sezioni sono dello stesso spessore, e questo è vicino alla realtà per le sezioni sottili ben fatte, i minerali con la birifrangenza più elevata hanno colori di polarizzazione più alti. L'ordine in cui questi colori sono disposti è conosciuto come scala di Levy, il più basso è il grigio scuro poi grigio, bianco, giallo, arancione, rosso, viola, blu, ecc. La differenza tra gli indici di rifrazione fra l'ordinario e lo straordinario nel quarzo è 0,009 e in una sezione dello spessore di circa 50 µm questo minerale presenta colori di polarizzazione grigio e bianco; la nefelina che presenta una minore birifrangenza diventa grigio scuro; l'augite invece diventa rossa e blu mentre la calcite con una birifrangenza più forte apparirà bianco rosato e verdastro. Non tutte le sezioni di uno stesso minerale avranno lo stesso colore, come affermato sopra, le sezioni perpendicolari ad un asse ottico saranno quasi nere e, in generale, più la sezione è vicina all'asse ottico, più bassi risultano i colori di polarizzazione. Prendendo la media o il colore più alto dato da un minerale, si può stimare la sua birifrangenza; nel caso in cui si conosce con precisione lo spessore della sezione, si può calcolare la differenza tra i due indici di rifrazione. Se lo spessore della sezione è maggiore, tutti i colori saranno più alti che in una sezione più sottile.
È spesso importante scoprire quale dei due assi di elasticità (o tracce di vibrazione) nella sezione è quello di elasticità maggiore (o con indice di rifrazione minore). Il prisma di quarzo o la lamina di selenite permette di ottenere questo. Supponendo di avere una sezione di minerale birifrangente in posizione "estinta", ruotando di 45° diventerà molto luminosa. Se il prisma di quarzo viene posto in modo che l'asse maggiore del prisma è parallelo all'asse di elasticità della sezione, i colori di polarizzazione aumentano o diminuiscono. Se questi aumentano gli assi di elasticità più grandi nei due minerali sono paralleli; se questi diminuiscono, l'asse di elasticità maggiore in uno è parallelo all'asse di elasticità minore dell'altro. In quest'ultimo caso, spostando il prisma sufficientemente lontano, si ottiene il buio completo o compensazione. Per lo stesso scopo sono usati prismi o lamine di selenite o mica. Un prisma di quarzo può anche essere calibrato determinando il valore di birifrangenza in tutta la sua lunghezza. Se può essere usata per produrre la compensazione o l'estinzione completa in ogni sezione di minerale birifrangente, è possibile accertare la forza della birifrangenza della sezione perché ovviamente è uguale ed  opposta a quella del prisma di quarzo.
Un ulteriore raffinamento delle tecniche microscopiche consiste nell'utilizzo di una luce polarizzata fortemente convergente (metodo conoscopico). Questo si ottiene mediante un condensatore acromatico ad ampio angolo posto sopra il polarizzatore ed un obiettivo del microscopio potente. Le sezioni più utili sono quelle perpendicolari all'asse ottico che quindi rimangono scure durante la rotazione. Se appartengono a cristalli uniassiali, essi mostrano una croce scura o una luce convergente tra i nicol incrociati i cui bracci rimangono paralleli ai file nel campo di vista dell'obiettivo. Le sezioni perpendicolari ad un asse ottico di un minerale birifrangente nelle stesse condizioni mostrano una barra nera che con la rotazione si incurva a forma di iperbole. Se la sezione è perpendicolare ad una "bisettrice" (vedi cristallografia) appare una croce nera che con la rotazione si separa in due iperboli i cui apici sono rivolti uno verso l'altro. Gli assi ottici emergono dagli apici degli iperboli e possono essere circondati da anelli colorati che, considerato lo spessore delle sezioni di minerali, possono essere visti solo quando la birifrangenza del minerale è forte. La distanza tra gli assi vista nel microscopio dipende parzialmente dall'angolo assiale del cristallo e parzialmente dall'apertura numerica dell'obiettivo. Se è misurata mediante un oculare micrometrico, l'angolo assiale ottico del minerale può essere determinato mediante un semplice calcolo. Il prisma di quarzo, la lamina di mica quarto d'onda o la lamina di selenite permettono di determinare il carattere positivo o negativo del cristallo mediante i cambiamenti di colore o della forma delle figure osservate. Queste operazioni sono analoghe a quelle impiegate dai mineralogisti nell'esame delle sezioni di cristalli. È sufficiente ricordare che il microscopio petrologico nel suo sviluppo moderno è uno strumento ottico di grande precisione, che permette di determinare le costanti fisiche di sostanze cristallizzate così come per produrre immagini ingrandite come il microscopio ordinario. Una grande varietà di dispositivi ausiliari è stato concepito per adattarsi esso per questi usi speciali.

### Esame delle polveri di minerali
Anche se le rocce sono studiate solitamente in sezioni sottili, continua ad essere usato l'esame della polvere prodotta dalla frantumazione delle rocce che fu il primo metodo usato nell'ambito della petrologia microscopica. I moderni metodi ottici sono applicabili perfettamente a frammenti minerali trasparenti di ogni tipo. Solitamente è facile individuare un minerale sia come polvere che in sezione ma nelle rocce un elemento importante di studio è la relazione fra gli elementi che la compongono e questo viene quasi completamente distrutto nella riduzione in polvere.